# 라이언 부크비치
라이언 아드리안 부크비치(Ryan Adrien Bukvich, 1978년 5월 13일 ~ )는 미국의 전 프로 야구 선수이다. 위치는 투수이며, 우투우타이다. 일리노이주 네이퍼빌에서 태어나, 미시시피 대학교를 다녔다. 2000년 아마추어 드래프트에서 캔자스시티 로열스에 지명되었고, 2002년 메이저 리그에 데뷔했다. 이후 트레이드로 샌디에이고 파드리스에 이적했다가, 웨이버 공시되면서 텍사스 레인저스와 계약했다. 이후 시카고 화이트삭스와 볼티모어 오리올스를 거쳤다.